# Triumfalni stebri Konstantinopla
Antični triumfalni stebri v Konstantinoplu so bili obeležniki zmag nad barbarskimi ljudstvi, ki so stali na forumih ob cerkvah in javnih zgradbah mesta.
Stebri so bili monumentalnih razsežnosti, visoki več deset metrov. Najvišji med njimi je Justinijanov steber, ki je bil visok več kot 70 metrov in bil najvišja zgradba v Konstantinoplu grajena iz opeke in pokrita z bronastimi ploščami ter reliefi, na kateri je postavljen kip cesarja Justinijana.
Na vrhu manjših stebrov, ki jih je bilo v mestu na stotine, so stali kipi božanstev ali dostojanstvenikov (dignitatov) ter senatorjev. Pogosto so vrhove stebrov okraševali tudi z zlatimi križi. Arhitekturni vpliv triumfalnega stebra na podobo današnjega Istanbula je ključen, saj so omenjeni stebri, ki so stali na forumih (trgih) ob cerkvah in javnih zgradbah, služili kot visoki stolpasti podstavki za križe, in s tem vplivali na razvoj kasnejšega osmanskega minareta, ki obdaja številne istanbulske mošeje.

## Seznam pomembnejših triumfalnih stebrov
- Justinijanov steber
- Konstantinov steber
- Markijanov steber
- Teodozijev steber
- Arkadijev steber
- Steber Gotov